# Cratoneuron
Cratoneuron es un género de musgos hepáticas perteneciente a la familia Amblystegiaceae. Comprende 37 especies descritas y de estas, solo 6 aceptadas:

## Taxonomía
El género fue descrito por (Sull.) Spruce y publicado en Catalogus Muscorum fere Omnium quos in Terris Amazonicus et Andinis, per Annos 1849--1860, legit Ricardus Spruceus 21. 1867. La especie tipo es: Hypnum filicinum Hedwig, C. filicinum (Hedwig) Spruce 

## Especies aceptadas
A continuación se brinda un listado de las especies del género Cratoneuron aceptadas hasta junio de 2013, ordenadas alfabéticamente. Para cada una se indica el nombre binomial seguido del autor, abreviado según las convenciones y usos.
- Cratoneuron commutatum (Hedw.) G. Roth
- Cratoneuron filicinum (Hedw.) Spruce
- Cratoneuron kerguelense (Mitt.) Broth.
- Cratoneuron latifolium (S. Okamura) Broth.
- Cratoneuron perplicatum (Dusén) Broth.
- Cratoneuron tenerrimum (Warnst.) Kanda